# تیم ملی فوتسال عمان
تیم ملی فوتسال عمان   نماینده عمان در مسابقات بین‌المللی فوتسال و یکی از تیم‌های فوتسال آسیایی است. 
براساس رده‌بندی فیفا تیم فوتسال عمان جایگاه ٩٣ را در بین تیم‌های ملی فوتسال جهان دارد.